# NGC 3068B
NGC 3068B (другие обозначения — NPM1G +29.0179, ARP 174, PGC 87670) — эллиптическая галактика (морфологический тип по Вокулёру E) в созвездии Льва.
Этот объект не входит в число перечисленных в оригинальной редакции «Нового общего каталога» и был добавлен позднее.
Является компаньоном более крупной галактики NGC 3068, находящейся на расстоянии 36′′ к северо-востоку; эти две галактики составляют двойную систему Arp 174. Из-за взаимодействия у NGC 3068B наблюдаются диффузные приливные хвосты с заметными областями звездообразования. Этот приливный хвост не виден на изображении DSS, но становится заметным на фотографиях с более высоким разрешением.